# Джовані дос Сантос
Джова́ні дос Са́нтос Рамі́рес (ісп. Giovani dos Santos Ramírez, нар. 11 травня 1989, Монтеррей, Мексика) — мексиканський футболіст, нападник. У складі національної збірної Мексики ставав триразовим володарем Золотого кубка КОНКАКАФ, олімпійським чемпіоном та учасником чотирьох чемпіонатів світу. Має брата Джонатана, який також є футболістом.

## Клубна кар'єра

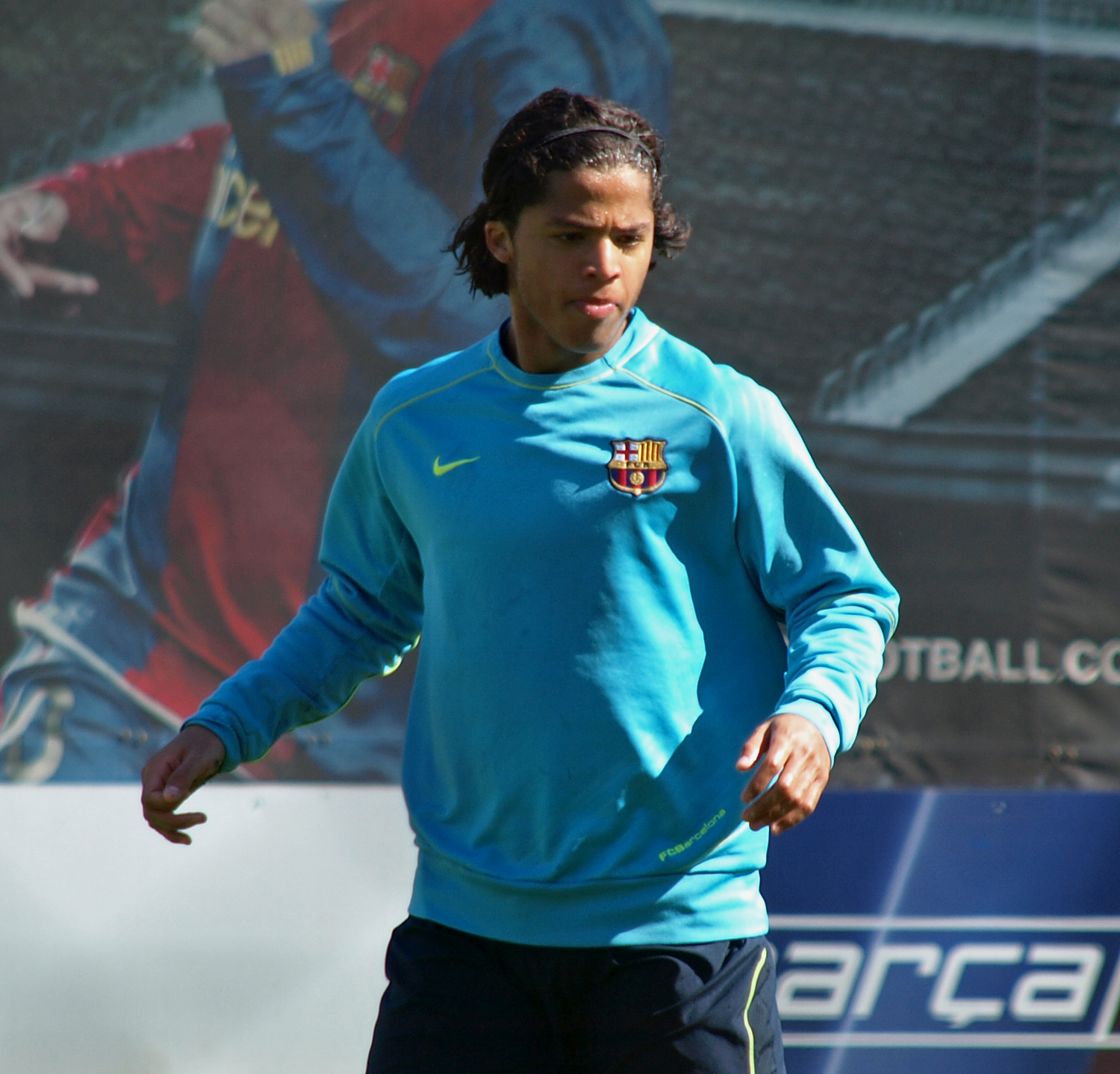
Джовані дос Сантос під час тренування «Барселони».

Починав займатися футболом у Мексиці, 2002 року переїхав до Іспанії, де продовжив разом з братом Джонатаном навчання у футбольній академії «Барселони».
У сезоні 2006—2007 дебютував у складі другої команди каталонського клубу. Провівши у її складі 27 матчів і відзначившись 6 голами, з наступного сезону 18-річний футболіст почав залучатися до матчів основної команди «Барселони», відіграв у 28 матчах Прімери.
Влітку 2008 року молодий форвард перейшов до складу представника англійської Прем'єр-ліги клубу «Тоттенгем Готспур». Сума трансферу склала 5,4 млн. фунтів. Гравець не зміг закріпитися в основі нового клубу і в березні 2009 був відданий до оренди в інший англійський клуб «Іпсвіч Таун», що виступав у другому за ієрархією дивізіоні країни — Чемпіонаті Футбольної Ліги. Догравши у цьому клубі сезон 2008—2009 і відзначившись 4 голами у 8 іграх, гравець повернувся до «Тоттенгема».
Протягом осінньої частини сезону 2009—2010, проведеної в «Тоттенгемі», футболіст лише одного разу виходив на поле у матчі Прем'єр-ліги і в січні 2010 знову відправився до оренди, цього разу до турецького «Галатасарая», у якому відіграв до кінця сезону.
На початку 2011 року гравець отримав пропозицію продовжити кар'єру на умовах оренди у дніпропетровському «Дніпрі», від якої, втім, відмовився за «сімейними обставинами» та вирішив провести наступну половину сезону в оренді в іспанському клубі «Расинг», за який виступав з лютого місяця до кінця сезону, після чого повернувся в «Тоттенгем Готспур».

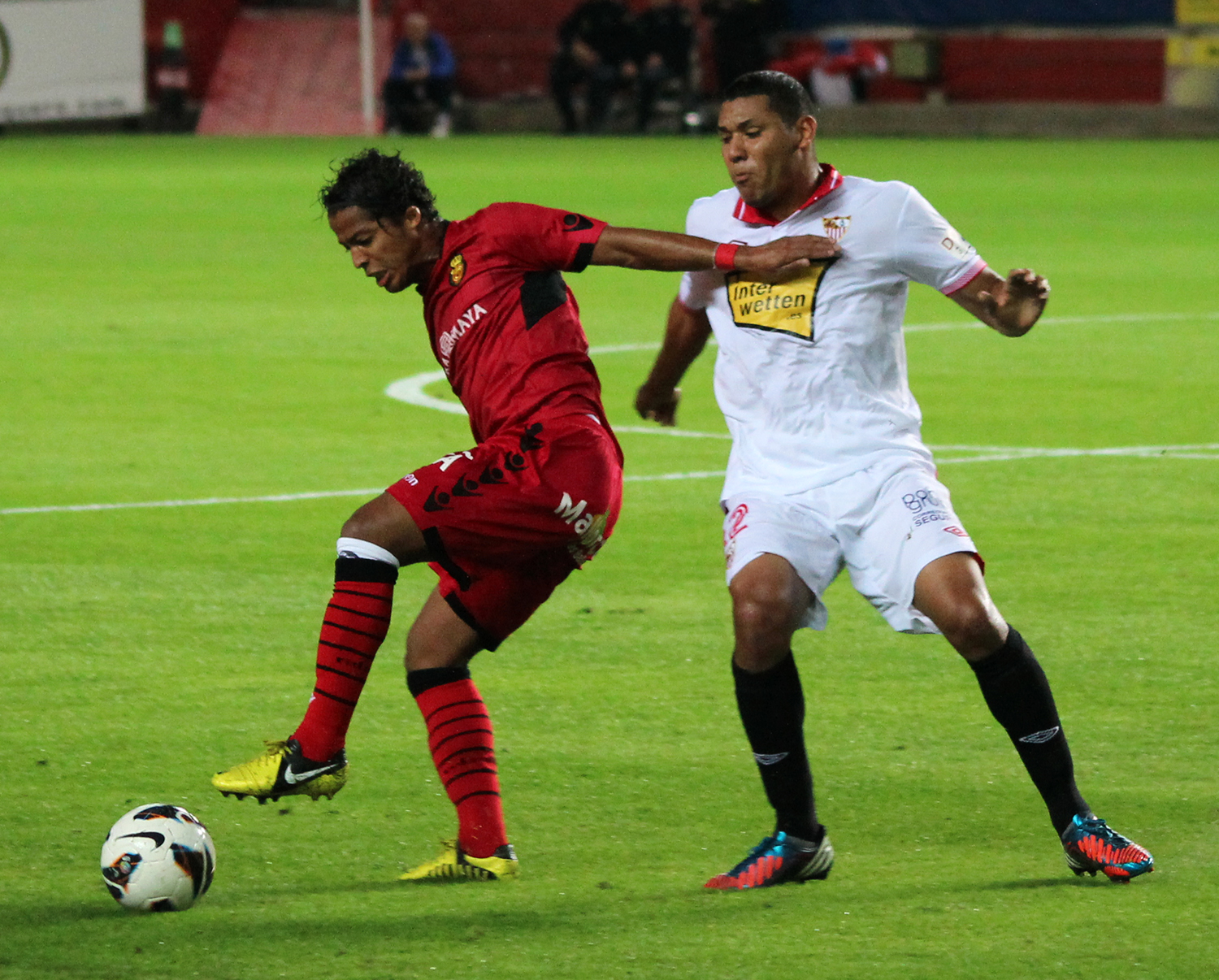
Джовані дос Сантос (ліворуч) під час виступів за «Мальорку». 22 жовтня 2012 року.

31 серпня 2012 року дос Сантос підписав чотирирічний контракт з іспанською «Мальоркою», проте за підсумками першого сезону клуб зайняв 18 місце і вилетів в Сегунду, після чого Джовані перейшов у «Вільярреал», де провів наступні два сезони.
15 липня 2015 року дос Сантос перейшов в клуб Major League Soccer «Ел-Ей Гелексі». Під час виступів у США двічі поспіль грав у матчі усіх зірок MLS, у 2016 і 2017 роках, а по завершенні сезону 2018 року покинув команду.
Завершив ігрову кар'єру на батьківщині у клубі «Америка» (Мехико), де грав у 2019—2021 роках.

## Виступи за збірну
2005 року був викликаний до складу юнацької збірної Мексики U-17 для участі у чемпіонаті світу серед 17-річних. Мексиканці тріумфували на цьому турнірі, а дос Сантос крім золотої медалі чемпіонату також отримав й «срібний м'яч» — нагороду другому найкращому гравцеві змагання.

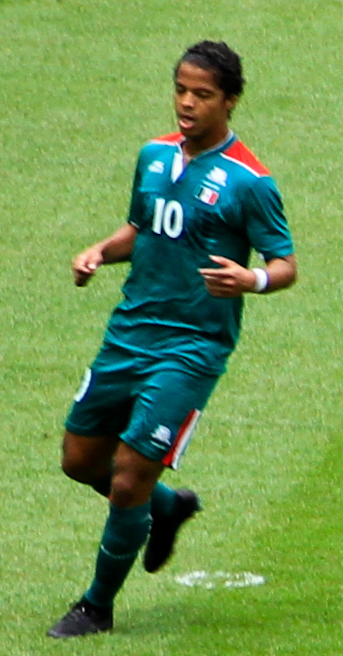
Джовані дос Сантос у складі збірної Мексики на Олімпійських іграх 2012 року у Лондоні.

2007 року брав участь у відбіркових матчах та іграх фінальної частини молодіжного чемпіонату світу U-20, забивши 5 голів у 6 матчах.
Успішні виступи гравця у складі молодіжної збірної привернули увагу тренерів національної збірної Мексики, які того ж 2007 року почали залучати дос Сантоса до матчів головної команди країни. Гравець поступово став ключовою фігурою атакувальної ланки мексиканської збірної. Зокрема посприяв перемозі команди у розіграші Золотого кубку КОНКАКАФ 2009 року, по результатах якого був визнаний найціннішим гравцем турніру.
11 червня 2010 року дебютував на чемпіонатах світу, повністю відігравши матч-відкриття чемпіонату світу 2010, в якому мексиканці зіграли внічию 1:1 з господарями фінального турніру збірною Південно-Африканської Республіки. На момент початку змагання гравець мав в активі 26 ігор та 5 забитих м'ячів у складі національної команди.
2012 року захищав кольори олімпійської збірної Мексики на Олімпійських іграх 2012 року у Лондоні, разом з якою став олімпійським чемпіоном.
Після цього у складі збірної був учасником Кубка Конфедерацій 2013 року та чемпіонату світу 2014 року у Бразилії.
2015 року Джовані втретє у своїй кар'єрі став володарем Золотого кубка КОНКАКАФ. На турнірі він зіграв у матчах проти збірних Куби, Гватемали та Тринідаду і Тобаго.
У червні 2018 року Дос Сантос був включений до заявки на чемпіонат світу 2018 року в Росії, який став останнім великим турніром для гравця. На третьому для себе «мундіалі» він зіграв лише 13 хвилин проти Південної Кореї, а Мексика вилетіла в 1/8 фіналу.
Загалом провів за збірну 106 ігор і забив 19 голів.
| #  | Дата           | Місце                                                       | Противник            | Рахунок | Результат | Змагання                              |
| -- | -------------- | ----------------------------------------------------------- | -------------------- | ------- | --------- | ------------------------------------- |
| 1  | 23 червня 2009 | Джорджія Дом, Атланта, США                                  | Венесуела            | 2–0     | 4–0       | Товариський матч                      |
| 2  | 23 червня 2009 | Джорджія Дом, Атланта, США                                  | Венесуела            | 3–0     | 4–0       | Товариський матч                      |
| 3  | 19 липня 2009  | Ковбойз Стедіум, Арлингтон, США                             | Гаїті                | 2–0     | 4–0       | Золотий кубок КОНКАКАФ 2009           |
| 4  | 26 липня 2009  | Джаєнтс Стедіум, Іст-Ратерфорд, США                         | США                  | 2–0     | 5–0       | Золотий кубок КОНКАКАФ 2009           |
| 5  | 5 вересня 2009 | Естадіо Рікардо Сапрісса Айма, Сан-Хосе, Коста-Рика         | Коста-Рика           | 1–0     | 3–0       | Кваліфікація до чемпіонату світу 2010 |
| 6  | 12 жовтня 2010 | Олімпійський стадіон Беніто Хуареса, Сьюдад-Хуарес, Мексика | Венесуела            | 2–2     | 2–2       | Товариський матч                      |
| 7  | 1 червня 2011  | Інвеско Філд ет Майл-Гай, Денвер, США                       | Нова Зеландія        | 1–0     | 3–0       | Товариський матч                      |
| 8  | 1 червня 2011  | Інвеско Філд ет Майл-Гай, Денвер, США                       | Нова Зеландія        | 2–0     | 3–0       | Товариський матч                      |
| 9  | 9 червня 2011  | Бенк оф Америка Стедіум, Шарлотт, США                       | Куба                 | 2–0     | 5–0       | Золотий кубок КОНКАКАФ 2011           |
| 10 | 9 червня 2011  | Бенк оф Америка Стедіум, Шарлотт, США                       | Куба                 | 4–0     | 5–0       | Золотий кубок КОНКАКАФ 2011           |
| 11 | 25 червня 2011 | Роуз Боул, Пасадіна, США                                    | США                  | 4–2     | 4–2       | Золотий кубок КОНКАКАФ 2011           |
| 12 | 31 травня 2012 | Солджер-філд, Чикаго, США                                   | Боснія і Герцеговина | 1–0     | 2–1       | Товариський матч                      |
| 13 | 3 червня 2012  | Ковбойз Стедіум, Арлингтон, США                             | Бразилія             | 1–0     | 2–0       | Товариський матч                      |
| 14 | 8 червня 2012  | Ацтека, Мехіко, Мексика                                     | Гаяна                | 2–0     | 3–1       | Кваліфікація до чемпіонату світу 2014 |
| 15 | 29 червня 2014 | Кастелан, Форталеза, Бразилія                               | Нідерланди           | 1–0     | 1–2       | Чемпіонат світу 2014                  |
| 16 | 27 червня 2015 | Ситрус Боул, Орландо, США                                   | Коста-Рика           | 1–2     | 2–2       | Товариський матч                      |
| 17 | 9 липня 2015   | Солджер-філд, Чикаго, США                                   | Куба                 | 6–0     | 6–0       | Золотий кубок КОНКАКАФ 2015           |
| 18 | 9 жовтня 2016  | Nissan Стедіум, Нашвілл, США                                | Нова Зеландія        | 1–0     | 2–1       | Товариський матч                      |
| 19 | 2 червня 2018  | Ацтека, Мехіко, Мексика                                     | Шотландія            | 1–0     | 1–0       | Товариський матч                      |

## Нагороди та досягнення
- Олімпійський чемпіон: 2012
- Володар Золотого кубка КОНКАКАФ: 2009, 2011, 2015
- Найцінніший гравець розіграшу Золотого кубка КОНКАКАФ: 2009
- Чемпіон світу (U-17): 2005